# Cherefonte
(Socrate citato da Platone in un passo dell'Apologia di Socrate)
Cherefonte del demo di Sfetto (in greco antico: Χαιρεφῶν?, Chairephōn; 470 a.C./460 a.C. – 403 a.C./399 a.C.) è stato un filosofo greco antico, discepolo e amico intimo di Socrate.

## Biografia
Cherefonte è citato da tre scrittori e pensatori del suo tempo, che probabilmente lo conoscevano bene: Aristofane, Senofonte e Platone. Esaminate insieme, queste tre fonti suggeriscono che Cherefonte fosse una persona conosciuta, attenta, energetica e avvincente, probabilmente con una distintiva figura fisica, con un carattere un po' da "macchietta" e ben conosciuto nei circoli intellettuali dell'epoca.

### In Aristofane
Cherefonte appare in tre commedie di Aristofane: Le nuvole, Le vespe e Gli uccelli. Nelle Nuvole Cherefonte ed il suo maestro Socrate vengono rappresentati come dei ciarlatani che gestiscono una scuola pseudo-scientifica ad Atene. Aristofane, inoltre, lo presenta come pallido e malnutrito, un "morto vivente", e, in base ad altre fonti, è stato dedotto che nella vita vera fosse magro e malsano. Nelle Vespe Cherefonte, o una sua caricatura, ha una breve e muta apparizione come un testimone imparziale. Negli Uccelli Cherefonte viene soprannominato "il pipistrello", forse alludendo alle sue abitudini notturne, alla sua figura scheletrica e alla sua natura eccitabile e adrenalinica.

### In Senofonte
Nei suoi Memorabili Senofonte descrive Cherefonte come uno dei "veri compagni" di Socrate. Inoltre, sempre nei Memorabili, viene riportato un dialogo tra Socrate e Cherecrate, fratello minore di Cherefonte, che aveva litigato da poco con il fratello. Socrate sostiene in modo persuasivo che Cherecrate dovrebbe fare tutti gli sforzi necessari per riconciliarsi con il fratello.

### In Platone
Nell'Apologia di Socrate di Platone, una descrizione del processo intentato contro Socrate che lo porterà alla condanna a morte, il filosofo chiama Cherefonte un suo caro e vecchio amico. Socrate afferma in seguito che al tempo del processo Cherefonte è ormai morto ma dice che il fratello Cherecrate è ancora vivo e anzi è presente durante le udienze. Socrate ricorda Cherefonte per essere impetuoso e ricorda alla corte che fu proprio lui ad andare a Delfi per chiedere alla Pizia chi fosse il più saggio tra gli uomini (la Pizia poi risponderà che nessun uomo è più saggio di Socrate). Socrate allude anche ad un periodo di esilio sofferto da Cherefonte. Ciò è stato talvolta interpretato per affermare che Cherefonte, al contrario di Socrate, fosse un attivo sostenitore della democrazia ateniese e che fu perciò punito quando la democrazia fu deposta per un breve periodo dai Trenta Tiranni dopo la vittoria di Sparta su Atene.
Cherefonte appare in altri due dialoghi di Platone: il Carmide ed il Gorgia. All'inizio del Carmide Socrate torna ad Atene dopo una campagna militare a Potidea e viene accolto gioiosamente da Cherefonte che viene descritto come "un uomo selvaggio". All'inizio del Gorgia, Socrate e Cherefonte arrivano in ritardo ad una conversazione serale con il celebre sofista Gorgia. Socrate bonariamente dà la colpa a Cherefonte, che si era fermato a chiacchierare per troppo tempo nell'agorà. Cherefonte quindi afferma di essere molto amico di Gorgia e, con qualche intervento di Socrate, sostiene nella prima parte del dialogo una discussione con il sofista.